# Cristóbal Orellana
Cristóbal Orellana Sierra (Guadalajara, Jalisco, 11 de julio de 1983) es un actor, cantante y compositor mexicano reconocido por su papel de "Johnny" en Hotel Transylvania y la película de Disney, High School Musical: el desafío. También participó en el show Soy tu doble y las telenovelas de TV Azteca.

## Carrera
Comenzó su carrera musical en la ciudad de Guadalajara en el estado de Jalisco, como miembro de un grupo musical llamado Genoma VERSUS, con el que grabó un disco llamado Contra el suelo. 
En 2007, entró al reality show de Disney, High School Musical: la selección, con el cual grabó, junto con sus compañeros, dos álbumes con los temas interpretados en el programa. 
Cristóbal ganó dicho concurso, obteniendo el papel protagónico para le versión local de la película estadounidense High School Musical, llamada High School Musical: el desafío que se estrenó en septiembre del 2008. 
Dicha película, se posicionó como la tercera más taquillera el día de estreno, y la banda sonora de la misma vendió más de cincuenta mil copias obteniendo el disco de oro.
A finales del 2008 y principios del 2009, Cristóbal realizó una gira junto a Vanessa Hudgens y sus compañeros de elenco alrededor de la república mexicana, con el nombre de High School Musical: El Desafío en Gira interpretando los temas más escuchados de la película, como «El verano terminó», «Siempre juntos» y «Yo sabía».
Cristóbal formó parte de la familia Disney Latinoamérica en México y fue miembro de un grupo de baile llamado The Boyz are back junto a Juan Carlos Flores y César Viramontes en 2011.
Trabajó durante nueve años en TV Azteca como actor y conductor en telenovelas y programas especiales.
En 2013 Cristóbal formó parte de un grupo de K-pop Dance Cover llamado "LOKY" con covers como "Gotta be You" y "Come Back Home" de 2NE1 y "Blue" y "Monster" de Big Bang logrando el reconocimiento internacional.
En 2014 formó parte del programa “Soy tu Doble” a lado de artistas como Julio Iglesias Junior, Lupita Sandoval, entre otros, imitando a personajes como “Michael Jackson”, “Usher” y “Justin Bieber”. Y grabó la telenovela "UEPA, un escenario para amar" ambas producciones de TV Azteca.
En 2016 fue conductor del programa "Quién te ve TV" en Azteca Jalisco. Y Host en convenciones de temática "Geek" y "comics" alrededor de la república. 
Es la voz de Johnny en la película franquicia de "Hotel Transylvania" (2012) Hotel Transylvania 2 (2015) y Hotel Transylvania 3 (2018).
Actualmente protagonizó la película "Todo" a lado de Liz Sandoval y Frank Rodríguez y que se encuentra en Prime Video.

## Influencias musicales
Sus influencias incluyen a los Pop, K pop, Jazz, Dubstep y Rock.

## Trayectoria

### Cine
- 2008: High School Musical: el desafío como Cristóbal Rodríguez. (Protagonista)
- 2012: Hotel Transylvania como Jonathan, "Johnnystein". (Doblaje para Hispanoamérica)
- 2015: Hotel Transylvania 2 como Jonathan, esposo de Mavis convertido en padre. (Doblaje para Hispanoamérica)
- 2018: Hotel Transylvania 3: Summer Vacation como Jonathan, esposo de Mavis. (Doblaje para Hispanoamérica)
- 2021: Todo, como Andrés Cárdenas. (Protagónico)
- 2022: Hotel Transylvania 4: Transformania como Jonathan, esposo de Mavis convertido en monstruo. (Doblaje para Hispanoamérica)

### Realitys
- 2014: Soy tu doble.
- 2007: High School Musical: la selección, Ganador del reality show.

#### Conducción y Actuación
- UEPA! Un escenario para amar
- Zapping Zone (Disney Channel).
- Lo que callamos las mujeres.
- A cada quien su santo.
- Planeta Disney.
- Póker de reinas.
- Venga la alegría.
- Disney Club.
- Para todos.
- Quiéreme: Iván.

### Discografía
- 2014: LOKY (banda sonora),  Three Sound Records., 5 temas (álbum).
- 2008: High School Musical: el desafío (banda sonora), Sony Music, disco de oro.
- 2007: High School Musical: la selección (volúmenes 1 y 2), Sony Music.
- 2003: Contra el suelo junto a Genoma VERSUS. Three Sound Records.